# Johann Gottfried Langermann

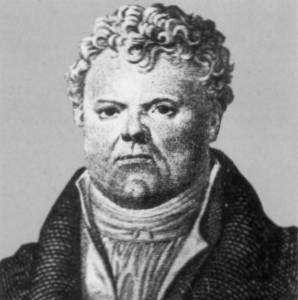
Johann Gottfried Langermann, frühes 19. Jahrhundert

Johann Gottfried Langermann (* 8. August 1768 in Maxen bei Dresden; † 5. September 1832 in Berlin) war ein deutscher Hebammenlehrer, Psychiater und reformierender preußischer Staatsrat. Er wurde als „erster Irrenarzt Deutschlands“ und „Protagonist der ethischen Psychiatrie“ bezeichnet. In Bayreuth richtete er die erste moderne psychiatrische Heilanstalt Deutschlands ein.

## Leben
Langermann besuchte die Kreuzschule in Dresden. Mit der Hilfe eines Mäzens am sächsischen Hof studierte er als Bauernsohn ab 1789 Jura, Geschichte und Philosophie an der Universität Leipzig. Nachdem er dort Universitätsreformen forderte, zwang ihn die Verwaltung jedoch, die Universität 1792 zu verlassen.
Zeitweise war er als Hauslehrer bei Kaufmann Röder in Leipzig tätig. An der Universität Jena kam er 1794 schließlich durch Johann Gottlieb Fichte zur Philosophie und durch den königlich-preußischen Hofarzt Christoph Wilhelm Hufeland zur Medizin. Hier unterrichtete er unter anderem Novalis (alias Friedrich von Hardenberg) und nahm persönliche Beziehungen zu Goethe, Schiller und Haydn auf. 1797 schrieb er eine Dissertation zum Thema der zeitgenössischen psychiatrischen Diagnose und Behandlung. Er wurde im gleichen Jahr von der Universität Jena promoviert und praktizierte zunächst als Arzt in Bayreuth.
Nach kurzzeitiger Beschäftigung im „Zucht- und Irrenhause zu Torgau“, wurde er 1803 durch den Minister Karl August von Hardenberg zurück nach Bayreuth berufen. Er erhielt den Auftrag, den Zustand des „Irrenhauses“ zu St. Georgien zu beurteilen und einen Plan für die weitere Entwicklung und Umgestaltung der Einrichtung auszuarbeiten. In einer Verfügung an die Kammer von Bayreuth gab Hardenberg im Februar 1805 den meisten von Langermanns vorgeschlagenen Neuerungen statt.
Langermann wurde daraufhin 1805 zum Direktor der „Entbindungs- und Irrenanstalt“ St. Georgen bei Bayreuth ernannt. Im Gegensatz zu den zu diesem Zeitpunkt üblichen Zuchthäusern, sah Langermann vor, eine „psychische Heilanstalt für Geisteskranke“ zu errichten. Er wollte auf diesem Weg die „Kranken von ihren Ketten“ befreien. Seine Neuerungen verhalfen der Einrichtung zu einem weitverbreiteten guten Ruf. Dennoch waren seine „moralischen“ Behandlungsprinzipien von größtem Rigorismus geprägt und ließen auch Züchtigungen zu, z. B. durch glühende Eisen.
Als Bayreuth 1810 an Bayern abgetreten wurde, verließ Langermann die Anstalt und zog nach Berlin, um dort als Staatsrat im Ministerium des Innern für Karl August von Hardenberg im Medizinalkollegium zu dienen. 1819 trat er in das Zensurkollegium ein. Man betraute ihn außerdem mit der Reorganisation und Leitung der Tierarzneischule.
Als Geheimer Obermedizinalrat im preußischen Ministerium der Geistlichen, Unterrichts- und Medizinalangelegenheiten (1824–1827) hatte er in seinen letzten Lebensjahren maßgeblichen Einfluss auf die Reform des preußischen „Irrenwesens“. Er starb 1832 in Berlin, mutmaßlich an den Folgen einer „Atheromatose“.

## Leistungen
Die Dissertation Langermanns De methodo cognoscendi curandique animi morbos stabilienda. (1797) enthält in der Einleitung große Auszüge zur Animismus-Theorie von Georg Ernst Stahl (1660–1734), der Langermann ohne Vorbehalte zustimmte. Sie ist bei ihm gewiss Ausdruck des deutschen Idealismus. Bereits die Lehre Stahls wurde im Ausland nur unter Vorbehalten angenommen, vgl. auch Psychodynamismus. In der Dissertation sind auch Abhandlungen zur moralischen Behandlung enthalten. Diese Dissertation blieb die einzige psychiatrische Schrift von Langermann.
Langermann gab eine Schrift von August Friedrich Schweigger „Über Kranken- und Armenanstalten zu Paris 1808“ heraus und versah sie mit Zusätzen. Eine Arbeit über das Gelbfieber ist Freiherr vom Stein (1757–1831) gewidmet.
Langermann wird zu den namhaften Vertretern der Psychiker gezählt. Er gründete die psychiatrischen Anstalten Siegburg (1820, eröffnet 1825) und Leubus (1830) in Schlesien. Es zählt zu Langermanns Verdiensten, die überwiegend theoretischen Auffassungen der Romantischen Medizin über das Wesen psychischer Krankheit in die Praxis umgesetzt zu haben. Am 1. Januar 1811 wurde er zum Mitglied (Matrikel-Nr. 1038a) der Leopoldina gewählt.

## Veröffentlichungen (Auswahl)
- De methodo cognoscendi curandique animi morbos stabilienda. 1797. (Dissertation).
- Bericht des Medicinal-Raths Dr. Langermann, die Veränderungen in dem Bayreuther Irrenhaus betreffend. Bayreuth, (28. Mai) 1804.
- Über den gegenwärtigen Zustand der psychischen Heilmethoden der Geisteskrankheiten und über die erste zu Bayreuth errichtete psychiatrische Heilanstalt. In: Medizinisch-chirurgische Zeitung. Band 4, 1805, S. 90–93.
- Als Herausgeber von: August Friedrich Schweigger. Über Kranken- und Armen-Anstalten zu Paris. J. A. Lübeck, Bayreuth 1809. Darin S. 153 ff. Kommentar zum französischen Hospiz zu Charenton (Digitalisat).

## Ehrungen
Die Pilzgattung Langermannia wurde ihm zu Ehren benannt.